# Gorbio
Pour les articles homonymes, voir Gorbio (homonymie).
Gorbio (dans le dialecte local Gòrbs (norme classique) ou Gouò (norme mistralienne) [ˈɡwɔ] ou [ˈɡwœ]) est une commune française située dans le département des Alpes-Maritimes, en région Provence-Alpes-Côte d'Azur.
Ses habitants sont appelés les Gorbarins (en dialecte gorbarins/gourbaïn [ɡuʀ.ba.ˈĩŋ]).

## Géographie

### Localisation
Gorbio est un petit village perché dans une vallée au-dessus de Menton et Roquebrune.
|        |                       | Sainte-Agnès |
| Peille | Gorbio                | Sainte-Agnès |
|        | Roquebrune-Cap-Martin | Menton       |

### Géologie et relief
La commune se compose de 40,53 hectares de territoires artificialisés (5,73 %), 484,85 hectares de territoires agricoles (68,58 %) et 181,78 hectares de forêts et milieux semi-naturels (25,71 %).
Espaces naturels :
- Un espace protégé Natura 2000 :

Vallée du Carei - collines de Castillon.
- Une zone naturelle d'intérêt écologique, faunistique et floristique (Znieff) :

Mont Agel,
Sainte-Agnès,
Collines de Rappalin et de la Coupière.

### Hydrographie et les eaux souterraines
Cours d'eau sur la commune ou à son aval :
Il est traversé de part en part par le Gorbio, torrent qui prend sa source à Peille, et après Gorbio effleure Roquebrune-Cap-Martin et Menton, avant de se jeter dans la mer Méditerranée.
La commune dispose de la station d'épuration intercommunale de Menton d'une capacité de 80 000 Équivalent-habitants.

### Climat
Pour des articles plus généraux, voir Climat de Provence-Alpes-Côte d'Azur et Climat des Alpes-Maritimes.
En 2010, le climat de la commune est de type climat méditerranéen altéré, selon une étude du Centre national de la recherche scientifique s'appuyant sur une série de données couvrant la période 1971-2000. En 2020, Météo-France publie une typologie des climats de la France métropolitaine dans laquelle la commune est exposée à un climat méditerranéen et est dans la région climatique Var, Alpes-Maritimes, caractérisée par une pluviométrie abondante en automne et en hiver (250 à 300 mm en automne), un très bon ensoleillement en été (fraction d’insolation > 75 %), un hiver doux (8 °C) et peu de brouillards.
Pour la période 1971-2000, la température annuelle moyenne est de 14,6 °C, avec une amplitude thermique annuelle de 15 °C. Le cumul annuel moyen de précipitations est de 870 mm, avec 5,6 jours de précipitations en janvier et 2,5 jours en juillet. Pour la période 1991-2020, la température moyenne annuelle observée sur la station météorologique de Météo-France la plus proche, « Peille », sur la commune de Peille à 4 km à vol d'oiseau, est de 10,8 °C et le cumul annuel moyen de précipitations est de 935,0 mm. 
La température maximale relevée sur cette station est de 35 °C, atteinte le 28 juin 2019 ; la température minimale est de −10,3 °C, atteinte le 27 février 2018,,.
Les paramètres climatiques de la commune ont été estimés pour le milieu du siècle (2041-2070) selon différents scénarios d'émission de gaz à effet de serre à partir des nouvelles projections climatiques de référence DRIAS-2020. Ils sont consultables sur un site dédié publié par Météo-France en novembre 2022.

## Urbanisme

### Typologie
Au 1er janvier 2024, Gorbio est catégorisée commune rurale à habitat dispersé, selon la nouvelle grille communale de densité à 7 niveaux définie par l'Insee en 2022.
Elle appartient à l'unité urbaine de Menton-Monaco (partie française), une agglomération internationale dont elle est une commune de la banlieue,. Par ailleurs la commune fait partie de l'aire d'attraction de Monaco - Menton (partie française), dont elle est une commune de la couronne,. Cette aire, qui regroupe 12 communes, est catégorisée dans les aires de 50 000 à moins de 200 000 habitants,.

### Occupation des sols
L'occupation des sols de la commune, telle qu'elle ressort de la base de données européenne d’occupation biophysique des sols Corine Land Cover (CLC), est marquée par l'importance des forêts et milieux semi-naturels (82,4 % en 2018), en diminution par rapport à 1990 (83,5 %). La répartition détaillée en 2018 est la suivante :
milieux à végétation arbustive et/ou herbacée (49,3 %), forêts (33,1 %), zones urbanisées (17,6 %).
L'évolution de l’occupation des sols de la commune et de ses infrastructures peut être observée sur les différentes représentations cartographiques du territoire : la carte de Cassini (XVIIIe siècle), la carte d'état-major (1820-1866) et les cartes ou photos aériennes de l'IGN pour la période actuelle (1950 à aujourd'hui).

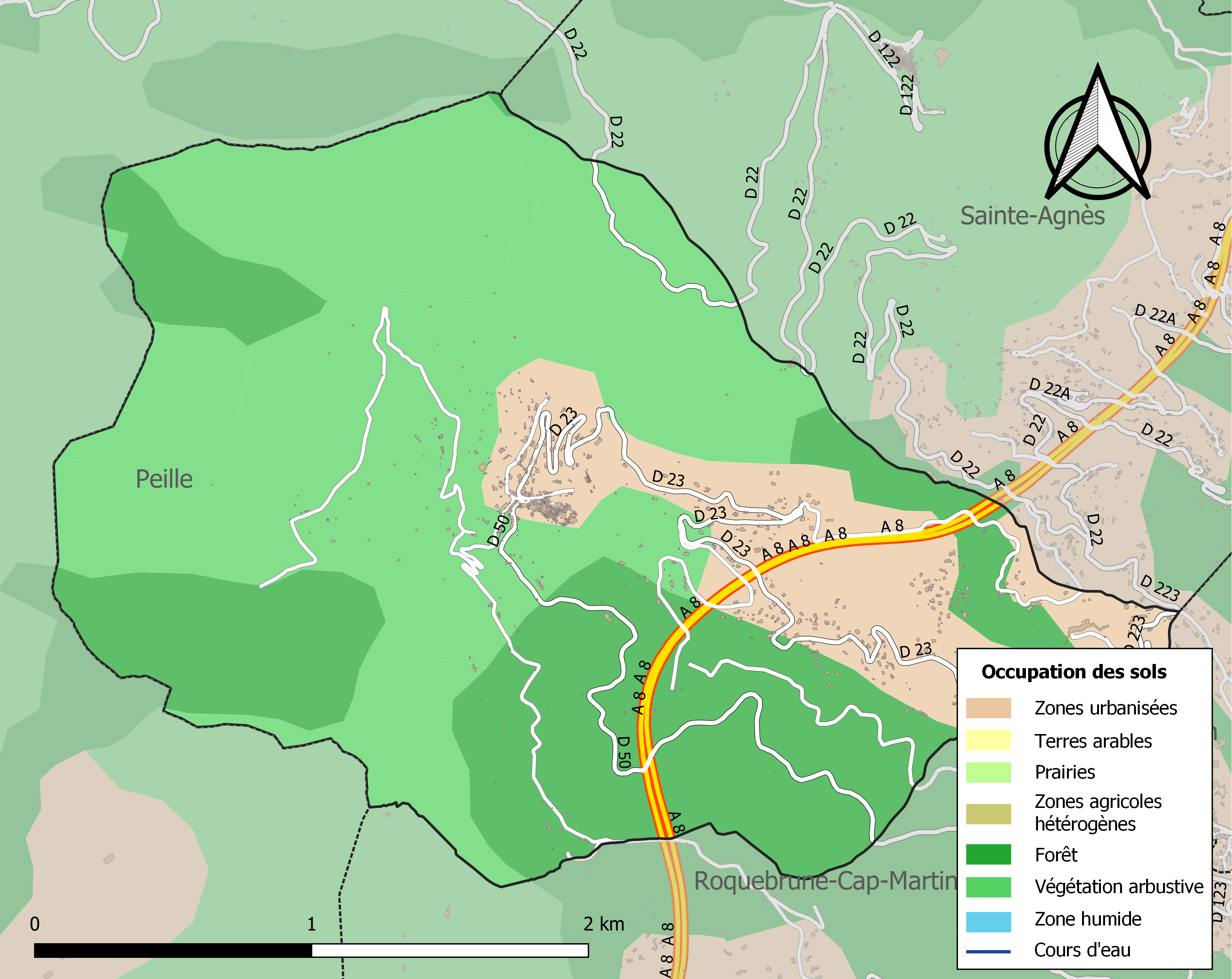
Carte de l'occupation des sols de la commune en 2018 (CLC).

### Voies de communications et transports

#### Voies routières
Route de Menton, par la route départementale 23.

#### Transports en commun
- Transport en Provence-Alpes-Côte d'Azur

Les transports en commun sur Gorbio sont gérés par la Communauté d'agglomération de la Riviera française.

### Risques naturels et technologiques

#### Sismicité
Commune située en zone de sismicité moyenne.

## Toponymie

Les langues des Alpes-Maritimes avec Gorbio en zone mentonasque
vivaro-alpin (mentonasque)
vivaro-alpin ou gavot intermédiaire
vivaro-alpin (alpin)
provençal maritime
niçard
Brigasque (Royasque)
Tendasque (Brigasque-Royasque)
Figoun (ligure colonial)

Le village a été transformé en commanderie des Templiers par le comte Ottone II de Vintimille, à laquelle il donna le nom d'« Agerbol » qui désigne toujours un avant-poste fortifié d'époque médiévale, en ruine, situé sous le mont Agel, sur l'ancienne route des Croisades et du pèlerinage à Jérusalem. Dans le nom Agerbol l'on retrouve les G, R, B, O présent dans le nom actuel.
Gorbio est un pays de langue mentonasque. Les gens des communes environnantes disent « Gouarbe », attesté sous la forme « Coarbo » en 1376. Les gens du village disent « Gouha » pour le nom du village et « Gourbarins » pour celui des habitants.
À noter que c'est le seul village du mentonnais dont le nom des habitants se termine en « in », en effet dans la langue régionale Menton donne des Mentonasques ; La Turbie, des Turbiasques ; Sainte-Agnès, des Senténasques ; Roquebrune-Cap-Martin, des Roquebrunasques et Monaco, des Monégasques.

## Histoire
Gorbio est peuplé depuis la fin de la préhistoire, comme l'attestent le produit de fouilles sur un site situé juste au-dessus de l'actuel village et les multiples abris sous roche avec murs cyclopéens répartis sur l'ensemble de la commune. Les objets des fouilles sont exposés au musée de préhistoire de Menton : os divers humains et animaux, tessons de poterie....
Le village se déplacera sur son site actuel sous la forme de la commanderie templière d'Agerbol bâtie par le comte Ottone II de Vintimille selon les archives de la cathédrale de Vintimille.
On trouve une première mention du village sous le nom de « Golbi » en 1157. Il apparaît sous son nom actuel en 1301.
Fief des comtes de Vintimille (XIIe et XIIIe siècles), le village est une propriété des comtes de Provence entre 1257 et 1285, pour revenir ensuite aux comtes de Vintimille, puis à leurs héritiers, la famille Lascaris. Aux XVIIe et XVIIIe siècles, d'autres familles, comme les Isnardi, les De Gubernatis, les Raimondi, puis les Corvesi, les Alziari de Malaussène, les Guigliotti y tiennent à leur tour des parts de seigneurie.
Entre 1400 et 1580, les familles Basin, Imbert, Maulandi, Muratore, Pastor, Raimondi et Rocca vivent au village. Les Dental de Peillon, les Giausseran de Villefranche, les Lottier de Peille et les Vial de La Mortola s'y installent au XVIIe siècle.
Depuis 1388, le comté de Nice appartient aux comtes puis ducs de Savoie. Gorbio suit alors la destinée du comté de Nice et est rattaché à la France en 1860 après un plébiscite qui donne à Gorbio : 26 « non » au rattachement et 59 « oui ».
En 1793, Anna Maria Lantiéri se distinguera dans la résistance contre les forces d'occupation françaises révolutionnaires, résistance qui avait pour nom Barbétisme.
Au musée du Risorgimento de Turin, on trouve trace d'un Alessandro de Gubernatis, de Gorbio, sergent dans la brigade Pinerolo, dont la tête fut mise à prix pour Carbonarisme et fut exécuté le 14 juin 1833 à Chambéry sur décision du roi de Piémont-Sardaigne.
À la fin du XIXe siècle, le village va profiter du développement du tourisme à Menton.

## Politique et administration

### Intercommunalité
Commune membre de la communauté d'agglomération de la Riviera Française.

### Liste des maires
| Période | Période | Identité         | Étiquette | Qualité                                                   |
| ------- | ------- | ---------------- | --------- | --------------------------------------------------------- |
| 1959    | 1967    | Henri Monin      |           |                                                           |
| 1967    | 1977    | Louis Giausseran |           |                                                           |
| 1977    | 1989    | Adolphe Gourgue  |           |                                                           |
| 1989    | 2001    | Bernard Dental   |           |                                                           |
| 2001    | 2020    | Michel Isnard    | SE        |                                                           |
| 2020    | 2024    | Paul Couffet     | SE        | Employé civil et agent de service de la fonction publique |
| 2024    | 2026    | Fabrice Pastor   | SE        | Nouveau maire                                             |

### Budget et fiscalité 2023

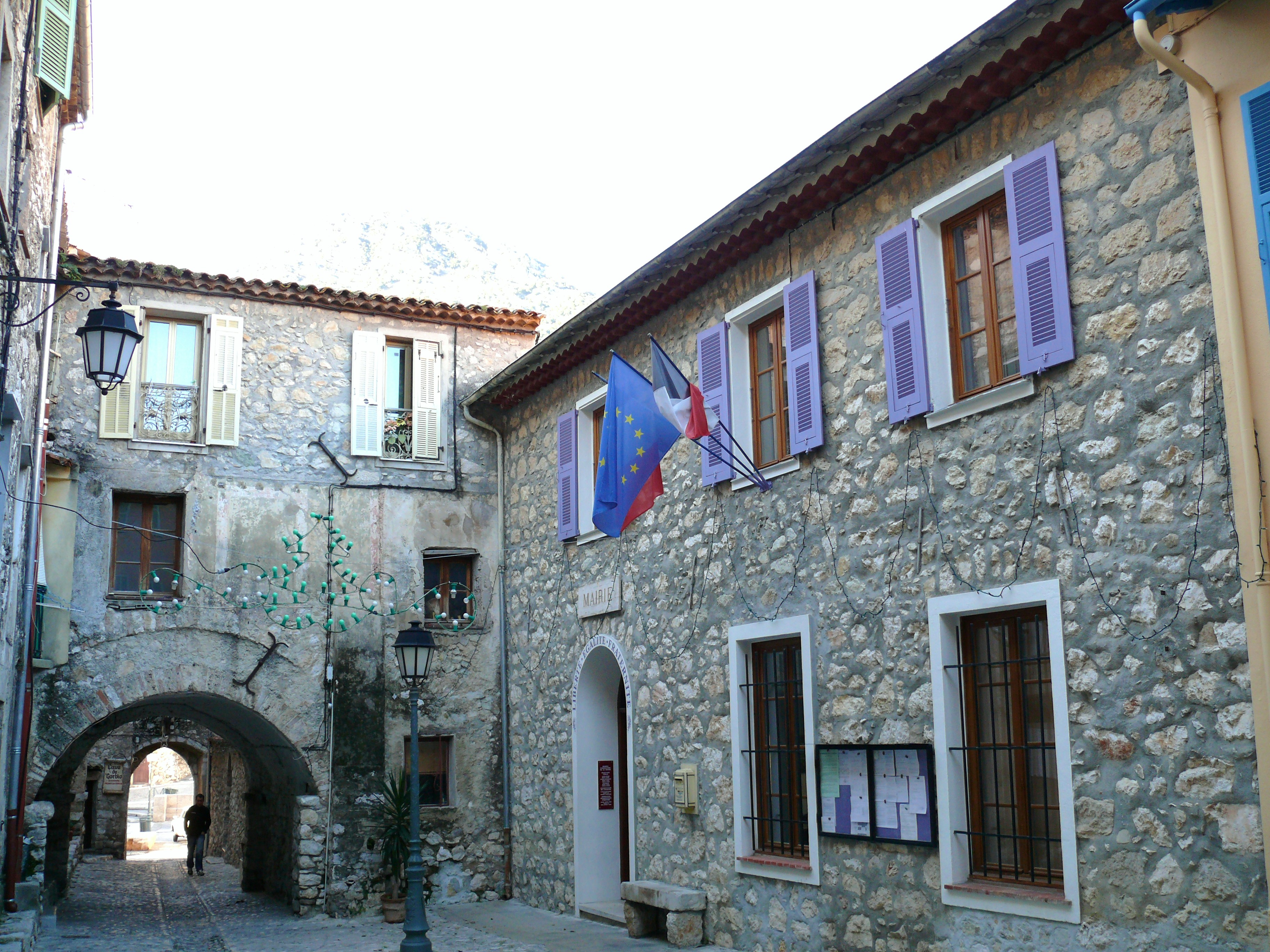
La mairie.

En 2023, le budget de la commune était constitué ainsi :
- total des produits de fonctionnement : 1 433 000 €, soit 957 € par habitant ;
- total des charges de fonctionnement : 1 362 000 €, soit 909 € par habitant ;
- total des ressources d'investissement : 516 000 €, soit 345 € par habitant ;
- total des emplois d'investissement : 680 000 €, soit 454 € par habitant ;
- endettement : 22 000 €, soit 15 € par habitant.

Avec les taux de fiscalité suivants :
- taxe d'habitation : 11,69 % ;
- taxe foncière sur les propriétés bâties : 21,07 % ;
- taxe foncière sur les propriétés non bâties : 38,41 % ;
- taxe additionnelle à la taxe foncière sur les propriétés non bâties : 0,00 % ;
- cotisation foncière des entreprises : 0,00 %.

Chiffres clés Revenus et pauvreté des ménages en 2021 : médiane en 2021 du revenu disponible, par unité de consommation : 26 260 €.

## Population et société

### Démographie
Ses habitants sont appelés les Gorbarins.
L'évolution du nombre d'habitants est connue à travers les recensements de la population effectués dans la commune depuis 1793. Pour les communes de moins de 10 000 habitants, une enquête de recensement portant sur toute la population est réalisée tous les cinq ans, les populations de référence des années intermédiaires étant quant à elles estimées par interpolation ou extrapolation. Pour la commune, le premier recensement exhaustif entrant dans le cadre du nouveau dispositif a été réalisé en 2007.

En 2022, la commune comptait 1 568 habitants, en évolution de +6,81 % par rapport à 2016 (Alpes-Maritimes : +2,85 %, France hors Mayotte : +2,11 %).
| 1793 | 1800 | 1806 | 1822 | 1838 | 1848 | 1858 | 1861 | 1866 |
| ---- | ---- | ---- | ---- | ---- | ---- | ---- | ---- | ---- |
| 219  | 301  | 321  | 403  | 465  | 488  | 549  | 515  | 474  |

| 1872 | 1876 | 1881 | 1886 | 1891 | 1896 | 1901 | 1906 | 1911 |
| ---- | ---- | ---- | ---- | ---- | ---- | ---- | ---- | ---- |
| 486  | 484  | 496  | 498  | 552  | 552  | 634  | 613  | 616  |

| 1921 | 1926 | 1931 | 1936 | 1946 | 1954 | 1962 | 1968 | 1975 |
| ---- | ---- | ---- | ---- | ---- | ---- | ---- | ---- | ---- |
| 528  | 614  | 610  | 686  | 379  | 569  | 571  | 644  | 538  |

| 1982 | 1990 | 1999  | 2006  | 2007  | 2012  | 2017  | 2022  | - |
| ---- | ---- | ----- | ----- | ----- | ----- | ----- | ----- | - |
| 576  | 930  | 1 154 | 1 279 | 1 295 | 1 304 | 1 549 | 1 568 | - |

### Sports et loisirs

#### Trail de Gorbio

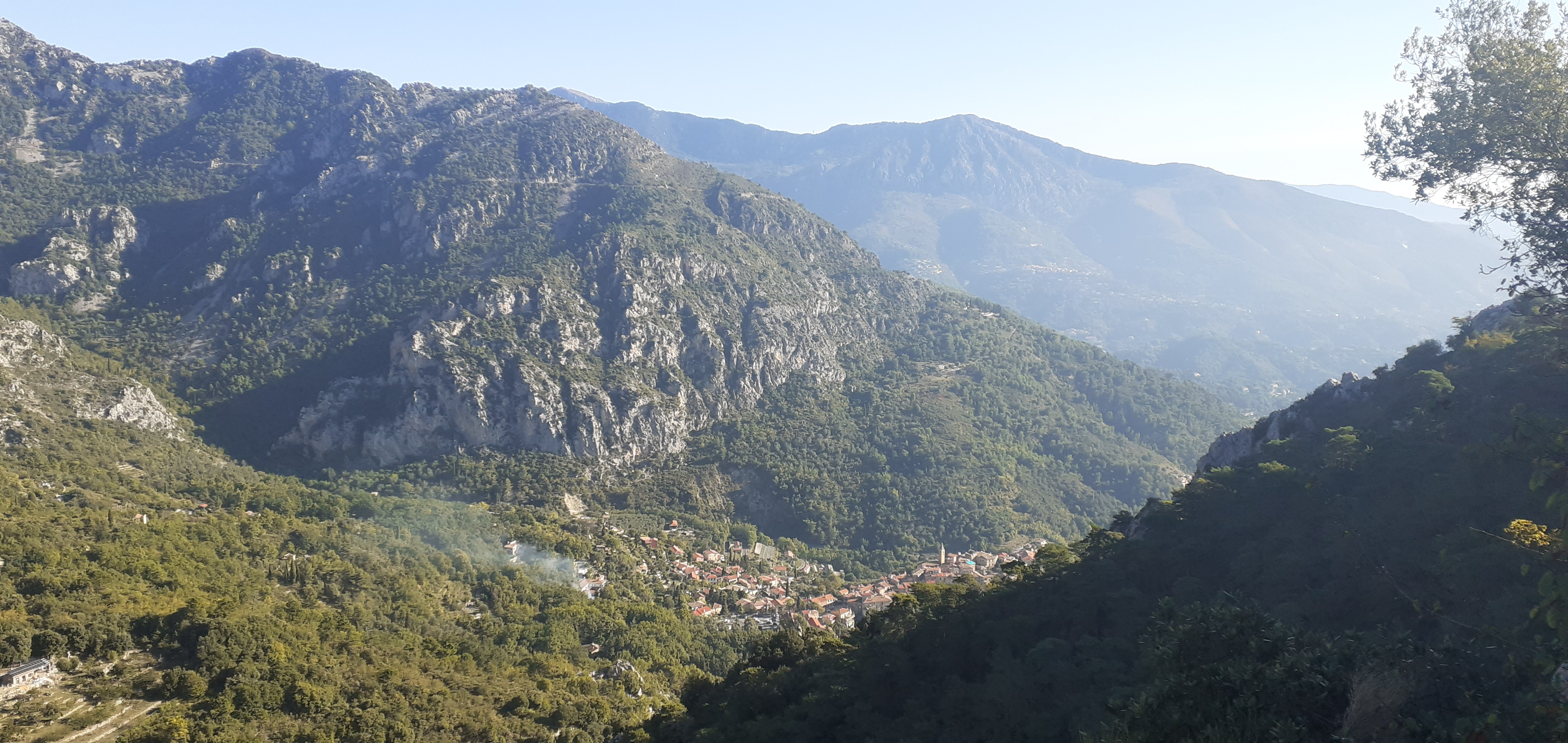
Vue sur Gorbio depuis le sentier de randonnée en direction de la baisse des Cabanelles.

Le Trail de Gorbio est à ce jour le plus ancien Trail des Alpes Maritimes. Il a été créé en juin 2000, il est organisé par l'association sportive de Gorbio. Trois parcours sont au programme, un 9.5km avec 480m de D+; un 16km avec 900m de D+ et un 42km avec 2500m de D+, une randonnée de 9.5km est également organisée ainsi qu'un Trail Kid's pour les enfants. L'épreuve à lieu chaque année fin septembre / Début octobre elle rassemble en moyenne plus de 450 participants Infos: www.asgorbio.com

#### Les 12 Bornes de Gorbio

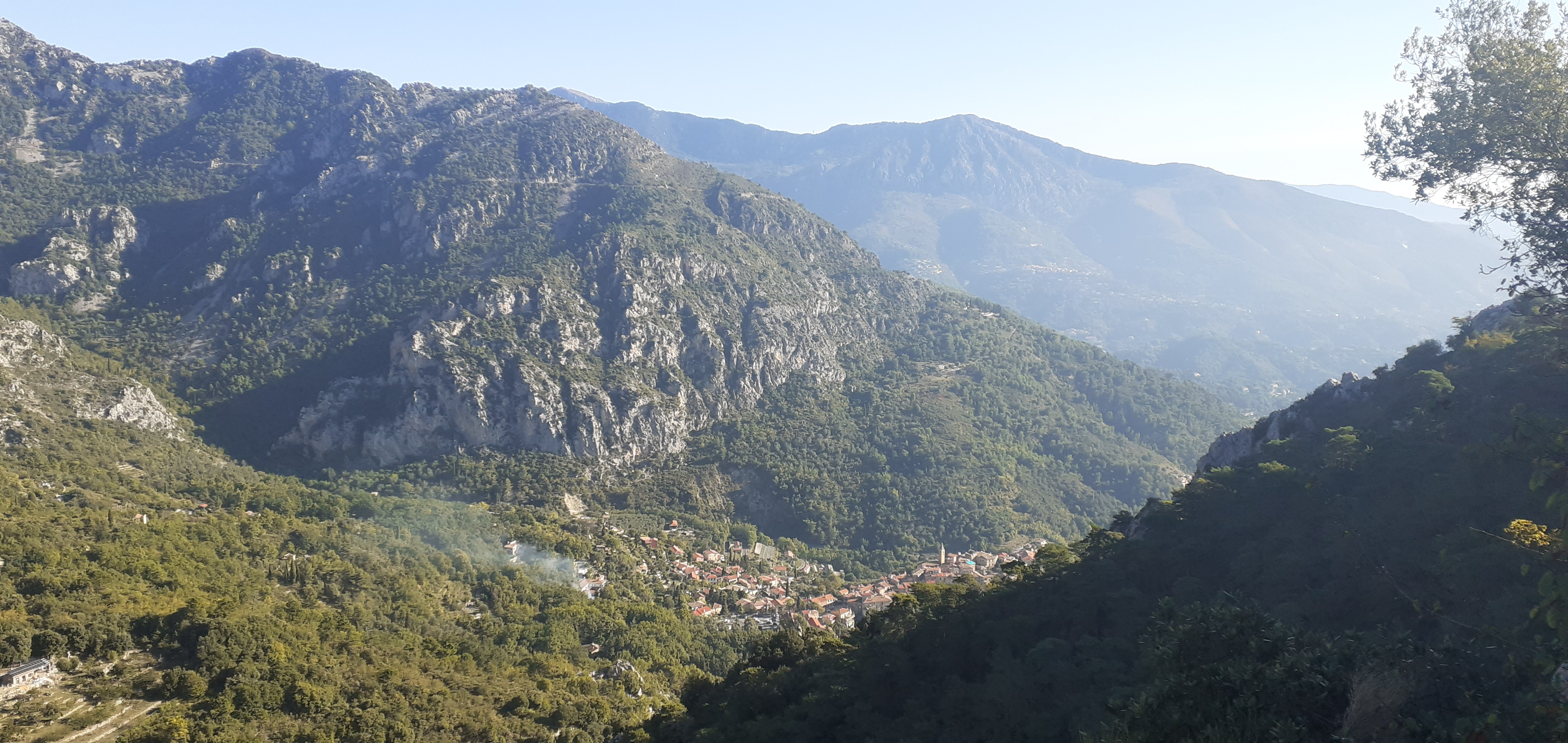
Vue sur Gorbio depuis le sentier de randonnée en direction de la baisse des Cabanelles.

Les 12 Bornes de Gorbio est une course nature qui a lieu chaque année en février. L'épreuve a été créée en janvier 2000. Le parcours est en partie sur route et sentier, avec une dernière montée de 700m et 150m de D+ sur un l'ancien chemin de Menton avec des passages à 15% Cette épreuve rassemble environ 300 participants. Infos: www.asgorbio.com  

#### Randonnée pédestre

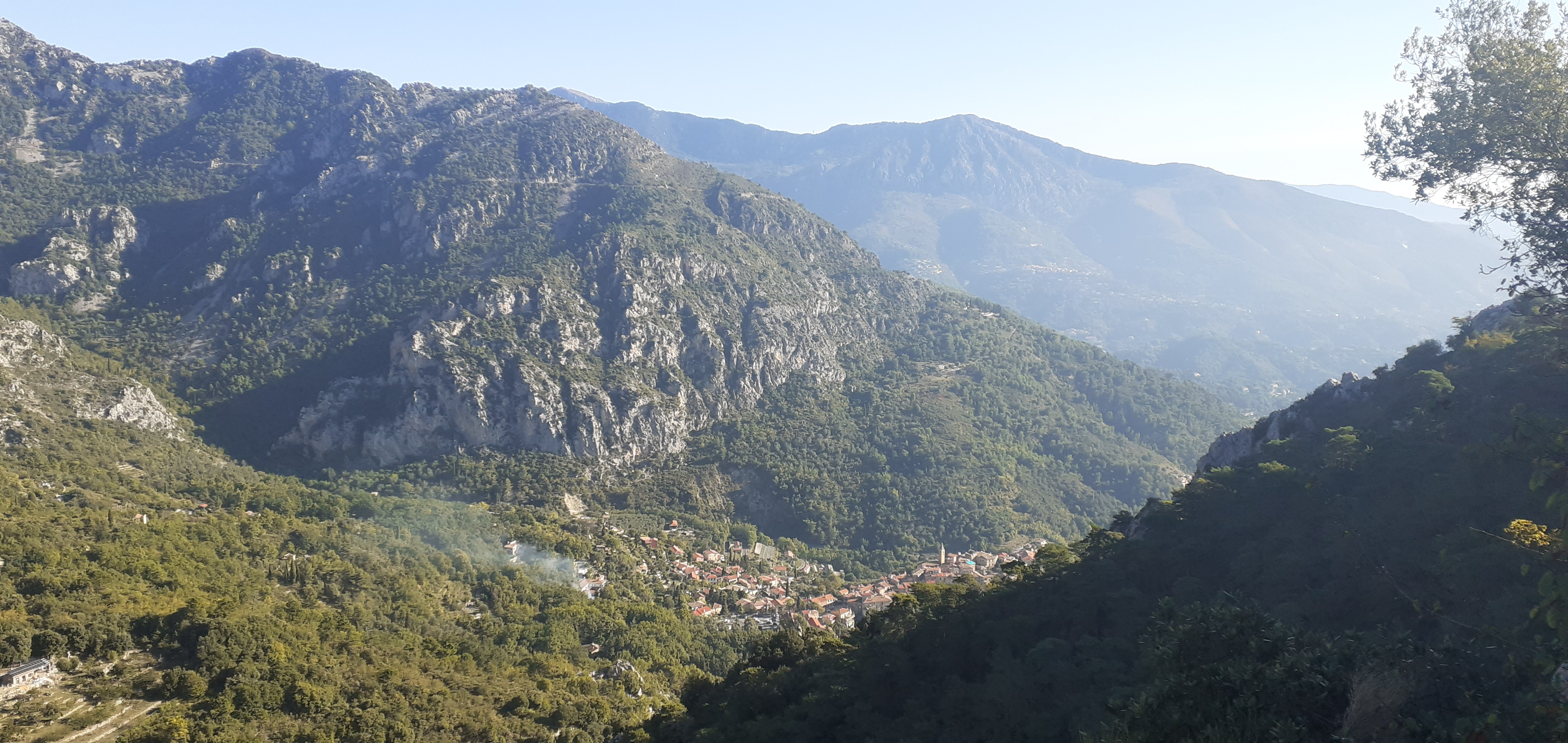
Vue sur Gorbio depuis le sentier de randonnée en direction de la baisse des Cabanelles.

Le village de Gorbio est le point de départ de nombreux sentiers de randonnée vers les cols (col de la Madone de Gorbio, col de Bausson, baisse des Cabanelles, etc.) et les sommets environnants (cime de Baudon, cime des Cabanelles, cime de Gariglian, etc.). Il constitue également le point de passage du sentier de grande randonnée GR51 et, à proximité du village, des GR51A et 653A.

### Enseignement
Établissements d'enseignement :
- École maternelle Jacqueline Dental
- École élémentaire Brun Domenego
- Collèges et lycées à Menton et Roquebrune-Cap-Martin

### Santé
Professionnels et établissements de santé :
- Médecins et pharmacies à Menton et Roquebrune-Cap-Martin
- Centre Hospitalier La Palmosa à Menton, Centre Hospitalier Princesse Grace à Monaco

## Économie

### Entreprises et commerces
- entreprise de débarras de maison

#### Agriculture
- Exploitations agricoles, élevage.
- Activité de l'élevage d'autres bovins et de buffles[35].

#### Tourisme
- Restaurant[36].
- Bar-restaurant.
- Camping.

#### Commerces
- Commerces et services de proximité.

## Culture locale et patrimoine

### Lieux et monuments
Patrimoine religieux
- Église Saint-Barthélemy construite en 1683, rénovée en 2010[37],[38].

Patrimoine mobilier :
* 2 tableaux et cadres : l'Adoration du Sacré-Coeur, Vierge à l'Enfant.
* Retable du maître-autel, tableau : le Martyre de saint Barthélémy avec sainte Anne, la Vierge, l'Enfant Jésus, saint Michel et saint Pierre.
* Autel retable de la chapelle de la Crucifixion, tableau : la Crucifixion.
* Autel retable de la chapelle de la Nativité, tableau : l'Adoration des bergers.
* Maître-autel et statue : Christ en croix.
* Retable, autel et statue (petite nature) de la Vierge.
* Tableau et son cadre : saint Antoine ermite et la sainte Trinité.
* Exposition du maître-autel.
* Croix du maître-autel.
* 6 chandeliers du maître-autel.
* 3 reliquaires-monstrances du maître-autel.
- Chapelles :
  - La chapelle des Pénitents Blancs de la confrérie de la Sainte-Croix, construite en 1445[50],[51],[52].
  - La chapelle Saint-Roch[53].
  - La chapelle Saint-Lazare, d'origine médiévale[54].

Patrimoine civil
- La tour Lascaris (XIIe – XIIIe siècles)[55].
- Le château des comtes de Malaussène (XVe – XVIIe siècles)[56].
- Mairie construite en 1867.
- L'ouvrage du Col-de-Garde, faisant partie de la ligne Maginot[57].
- La fontaine du Comte de Malaussène, érigée en 1882.
- Fontaine de la place, réalisée en 1902.
- Le Vieux four à pain communal.

Patrimoine naturel
- L'orme de 1713[58].

### Galerie

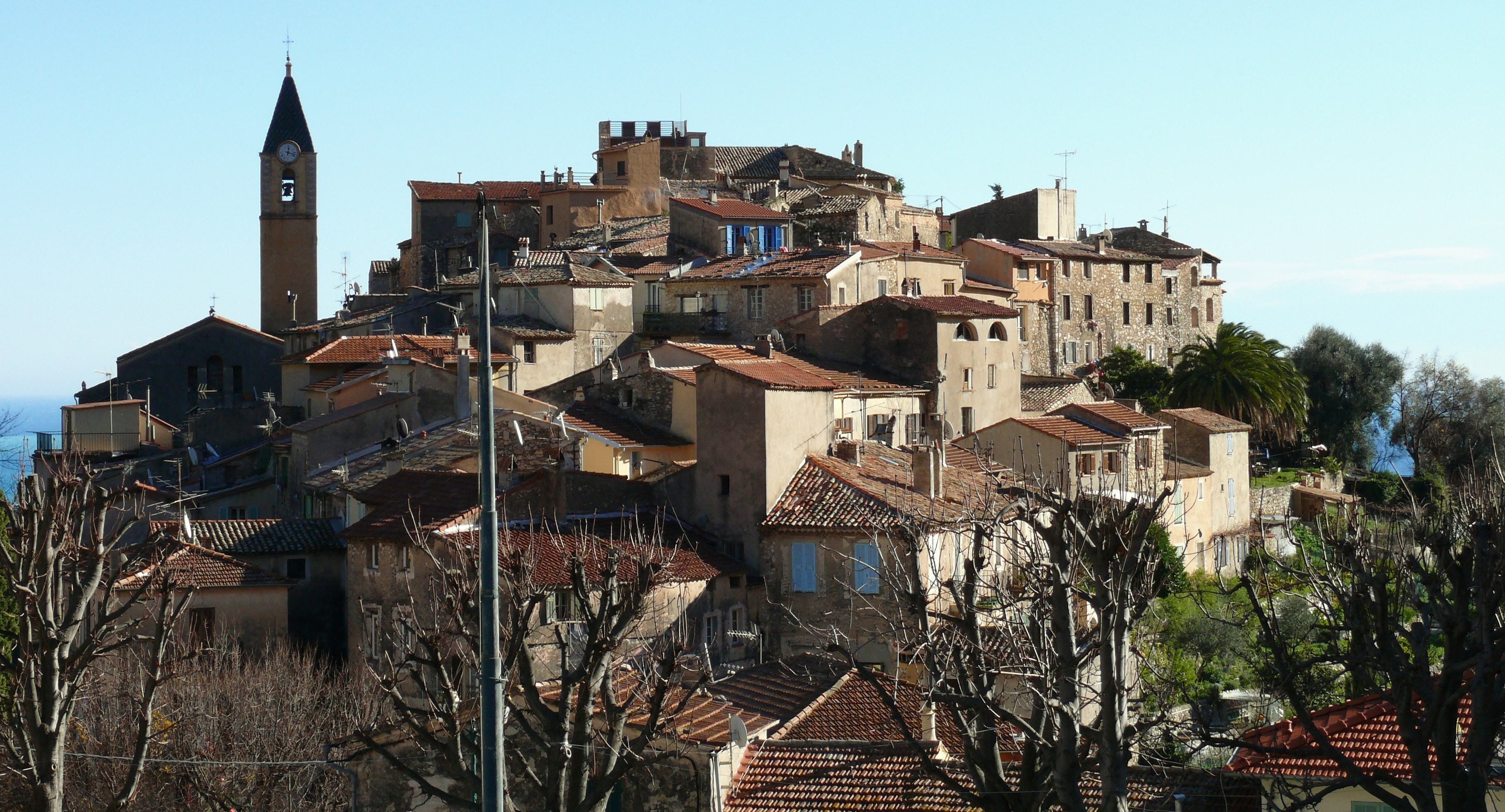
Vue d'ensemble.
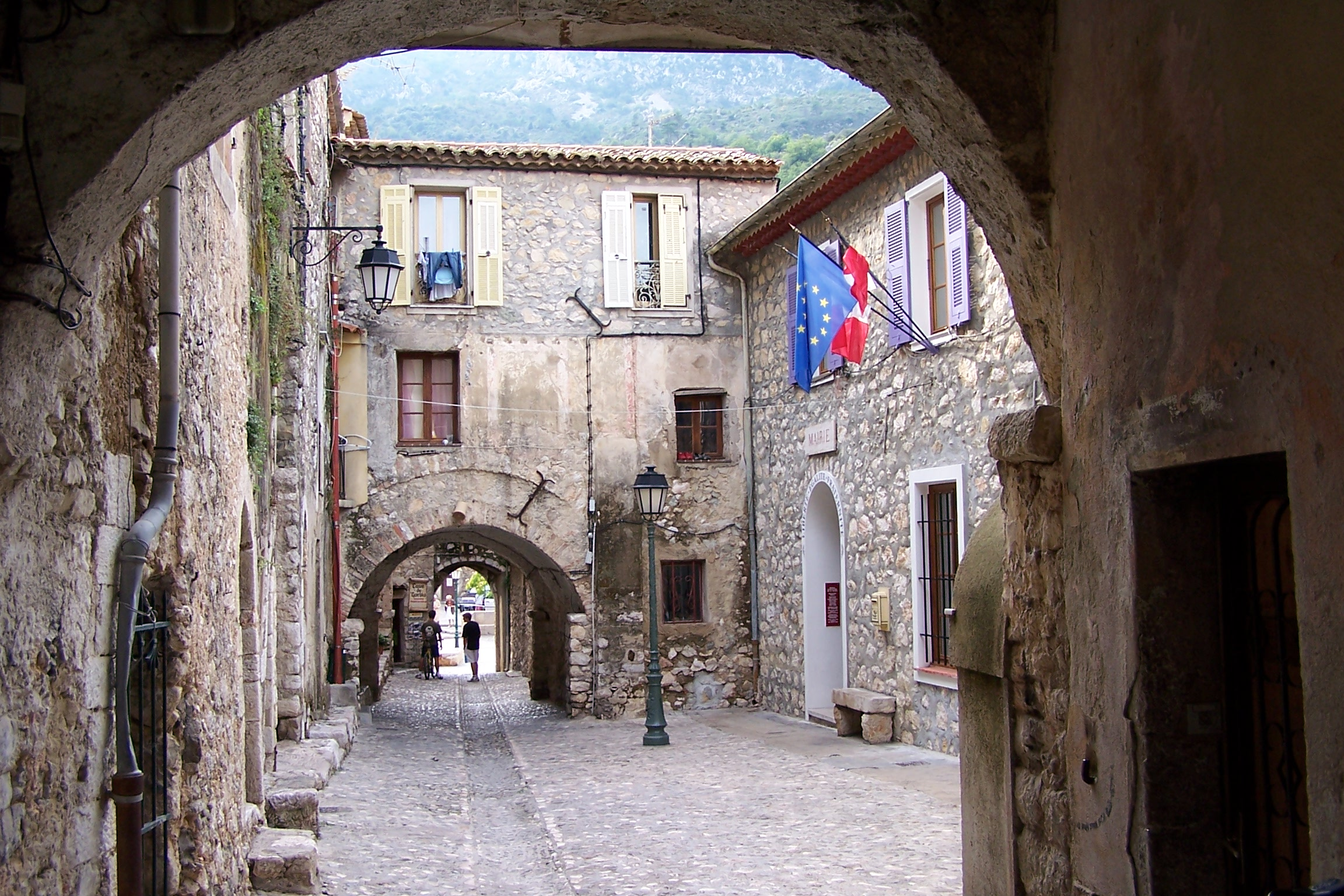
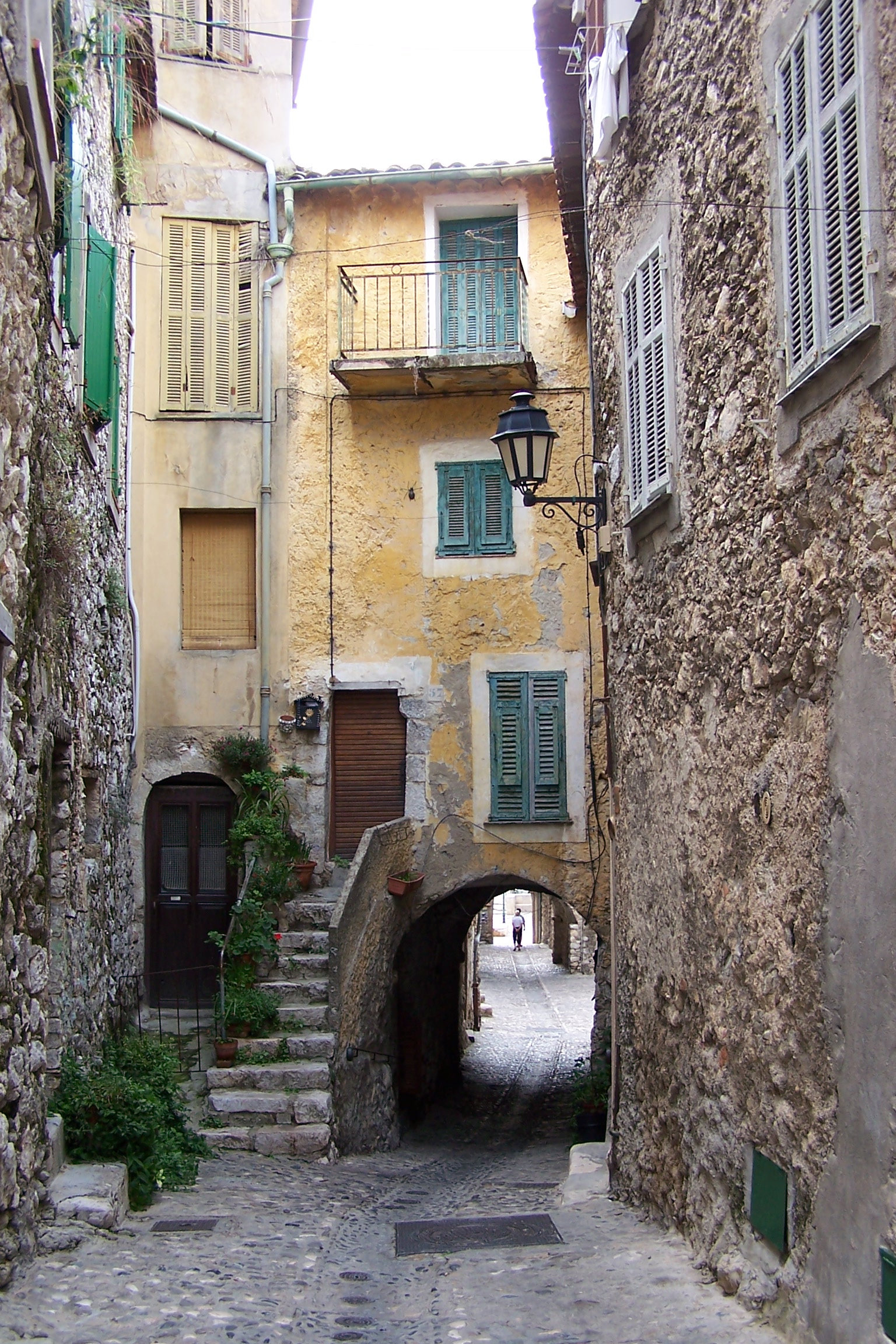
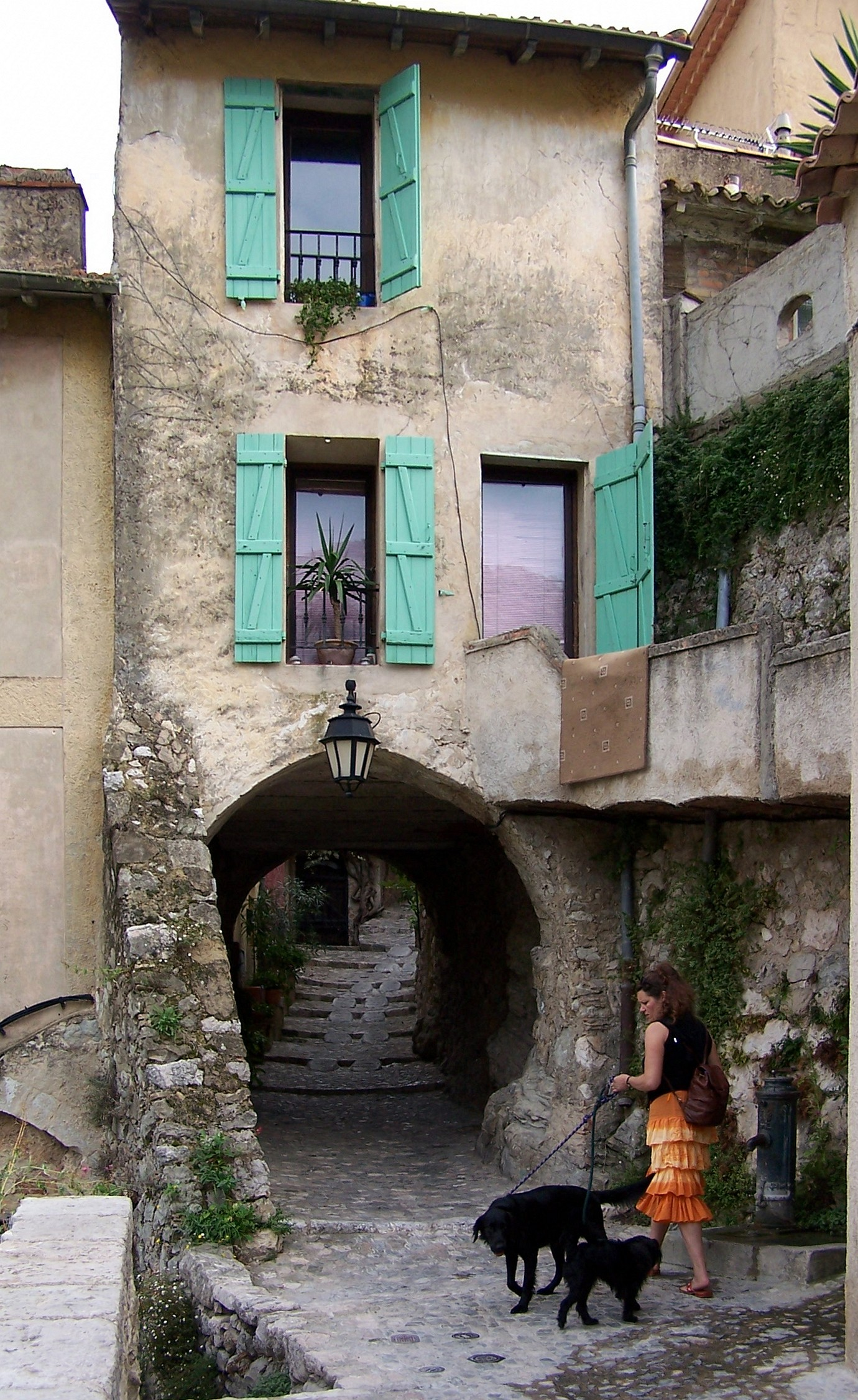
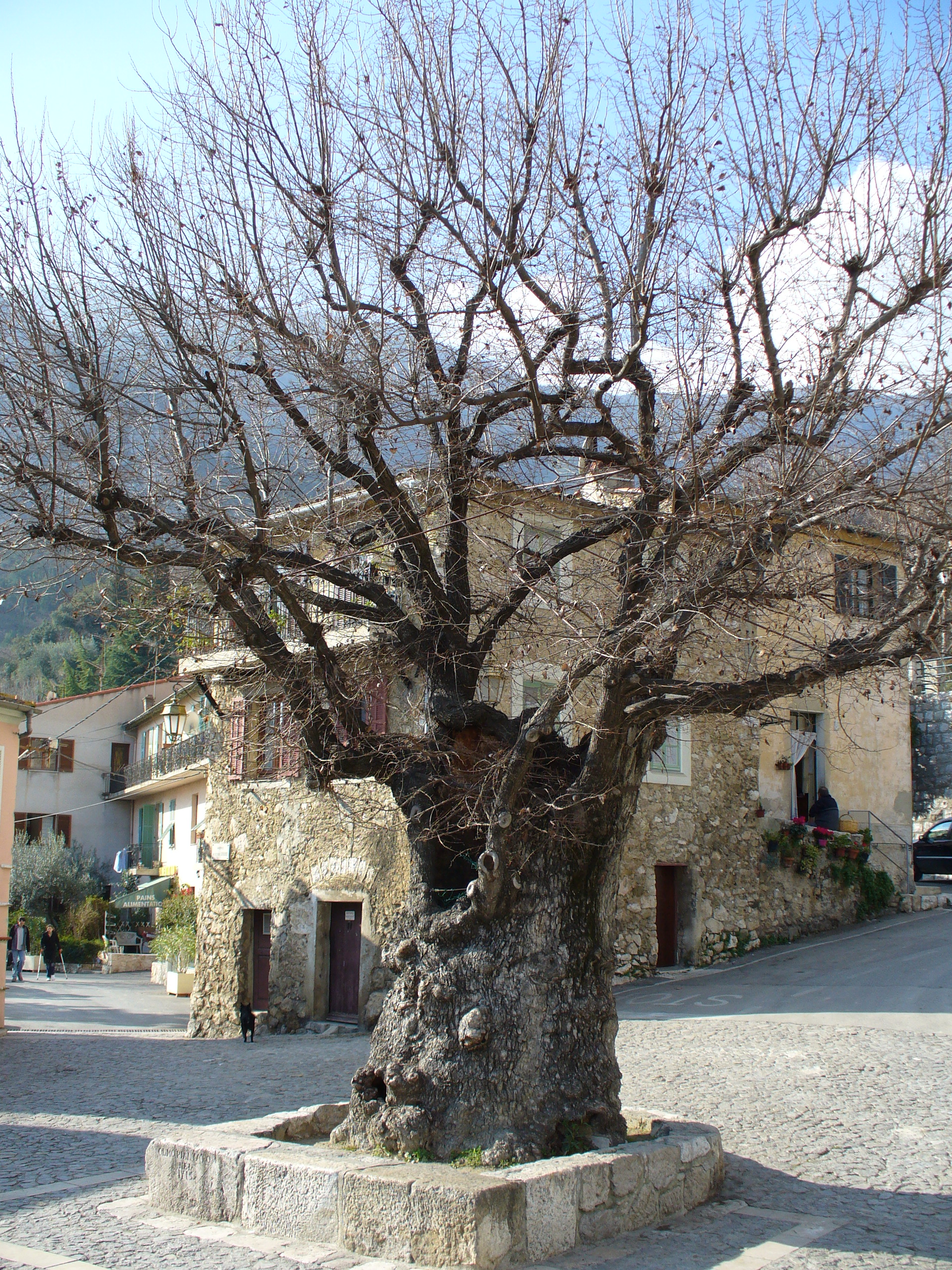
Orme planté en 1713.
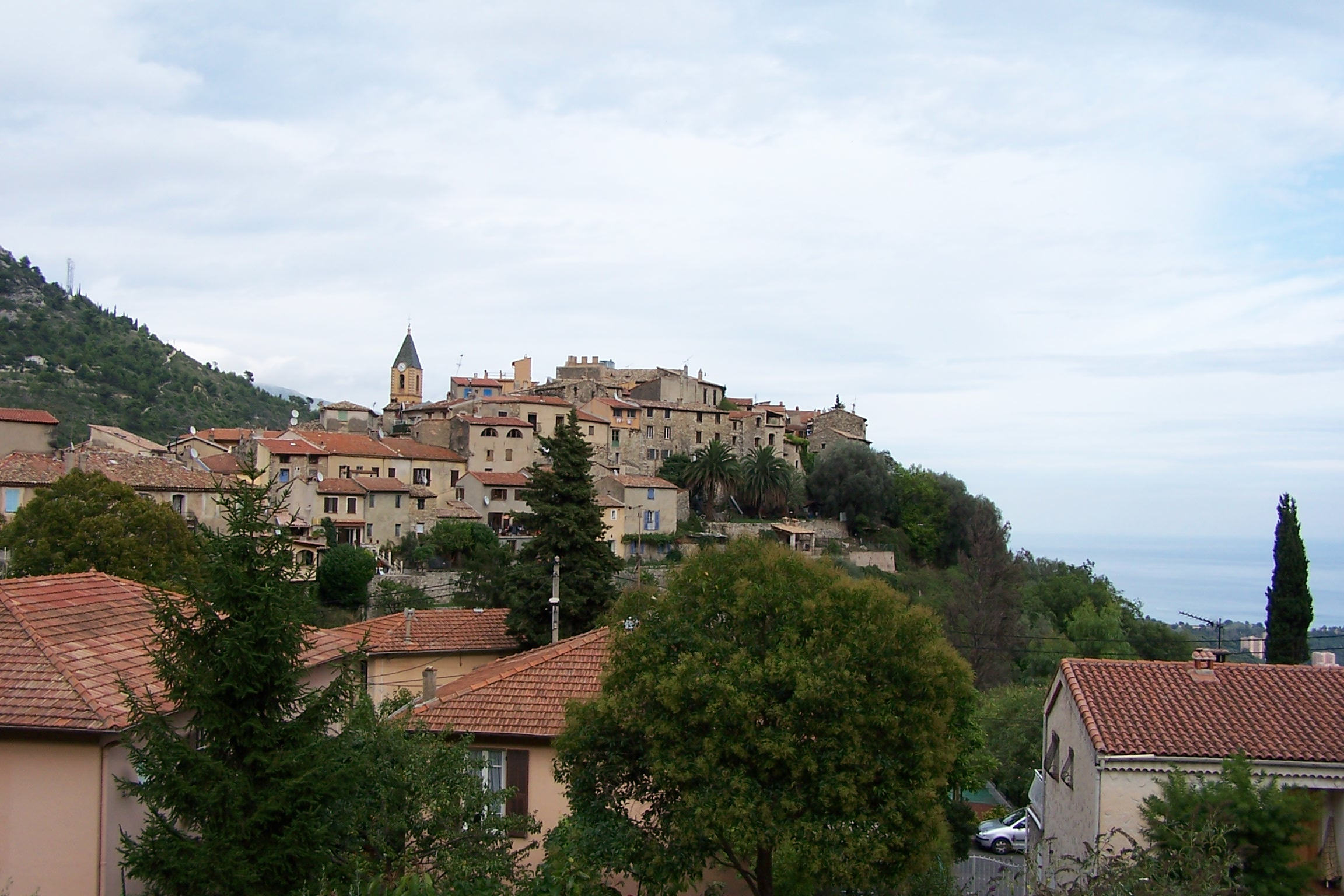
Vue d'ensemble.
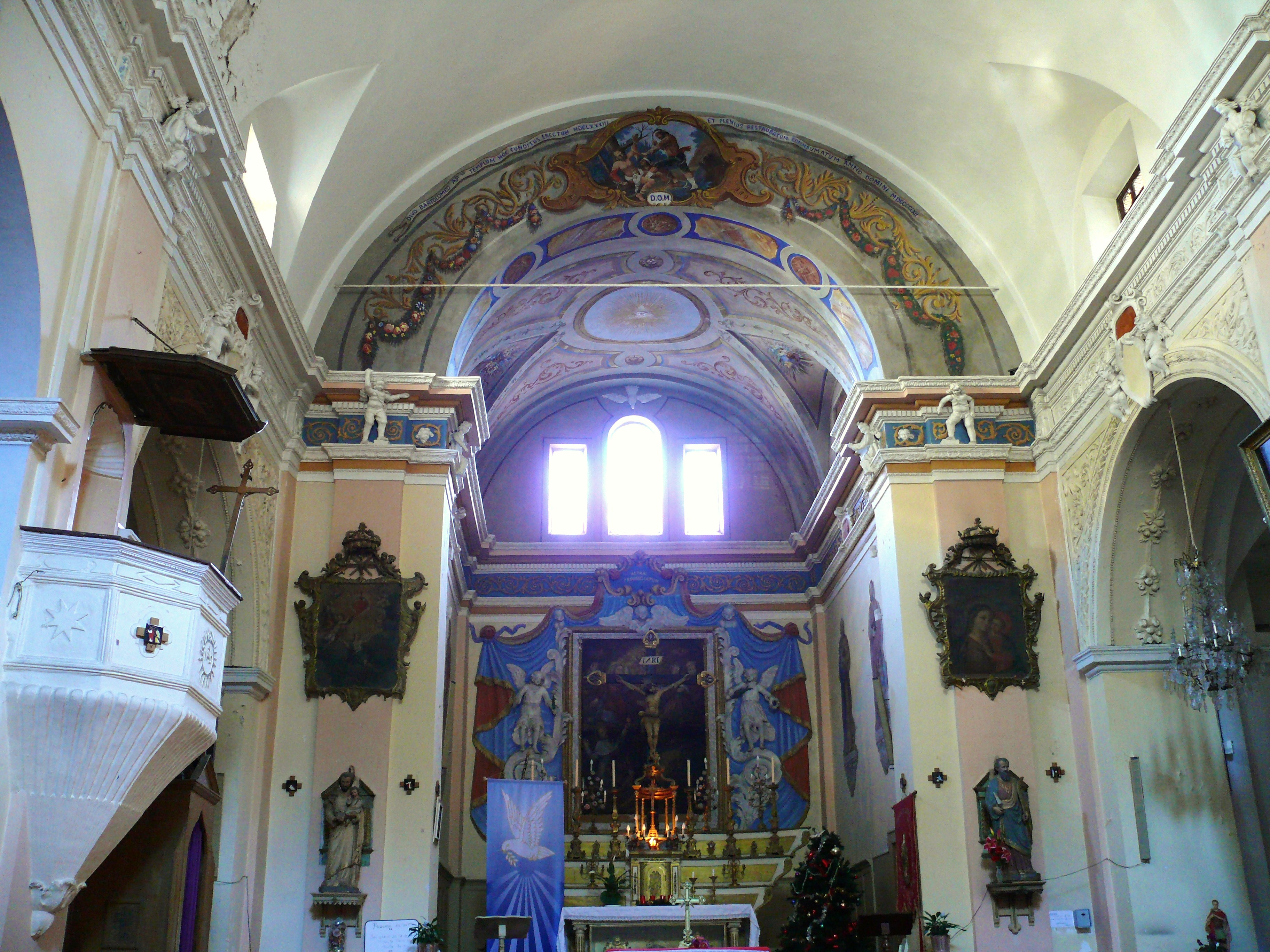
Nef de l'église Saint-Barthélemy (1683).
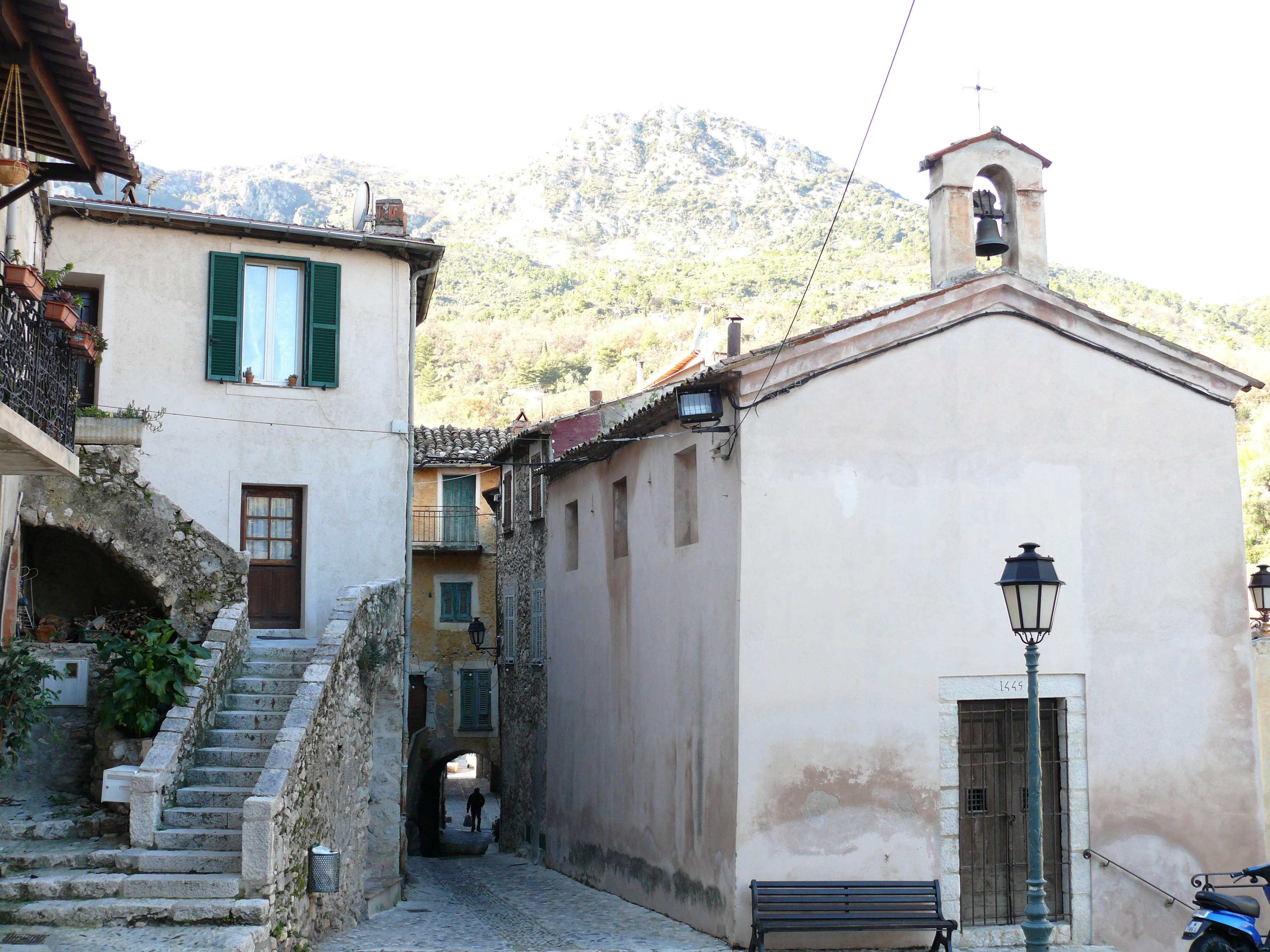
Chapelle des Pénitents Blancs (1445).
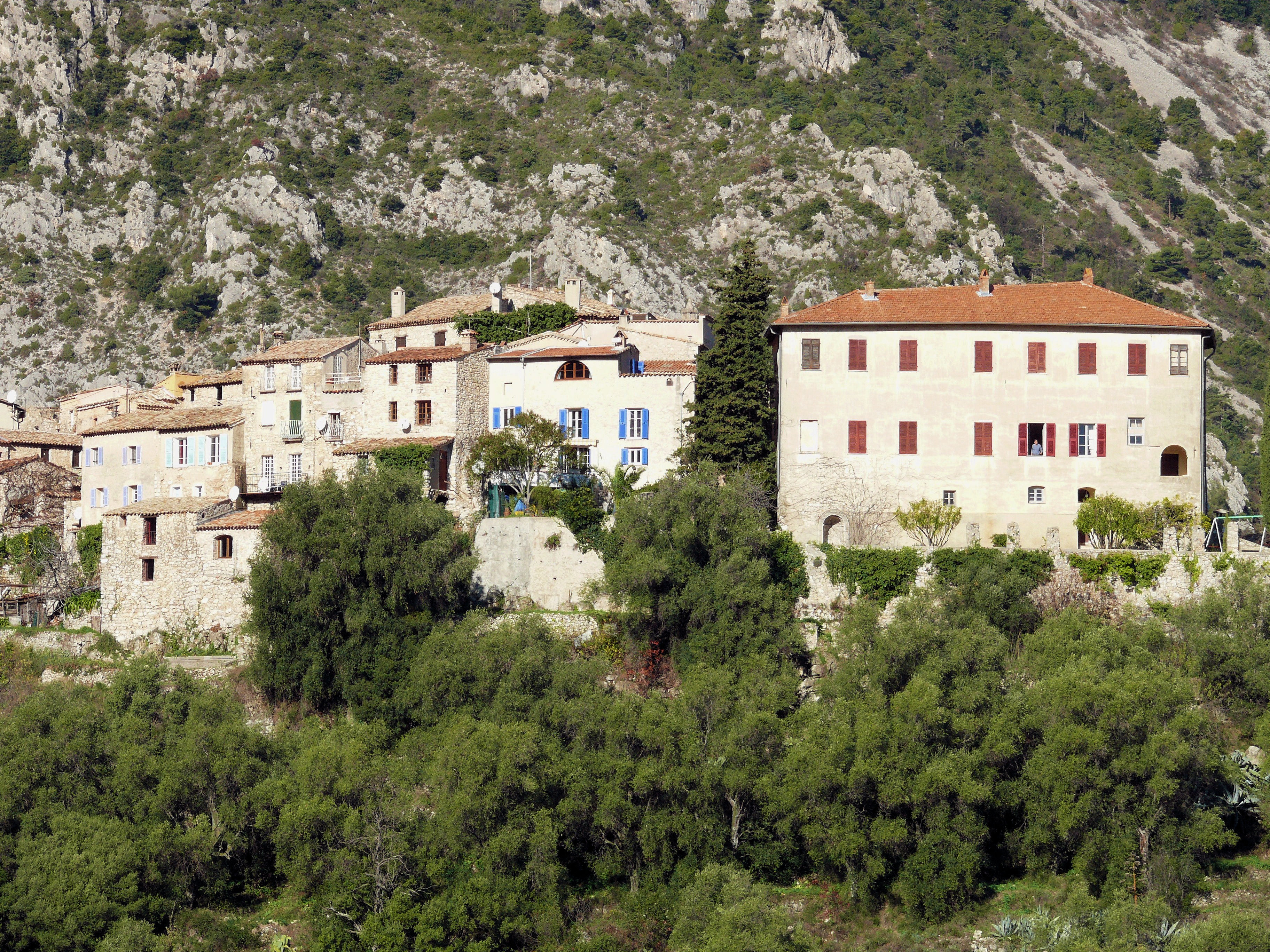
Château des comtes Alziari de Malaussèna.
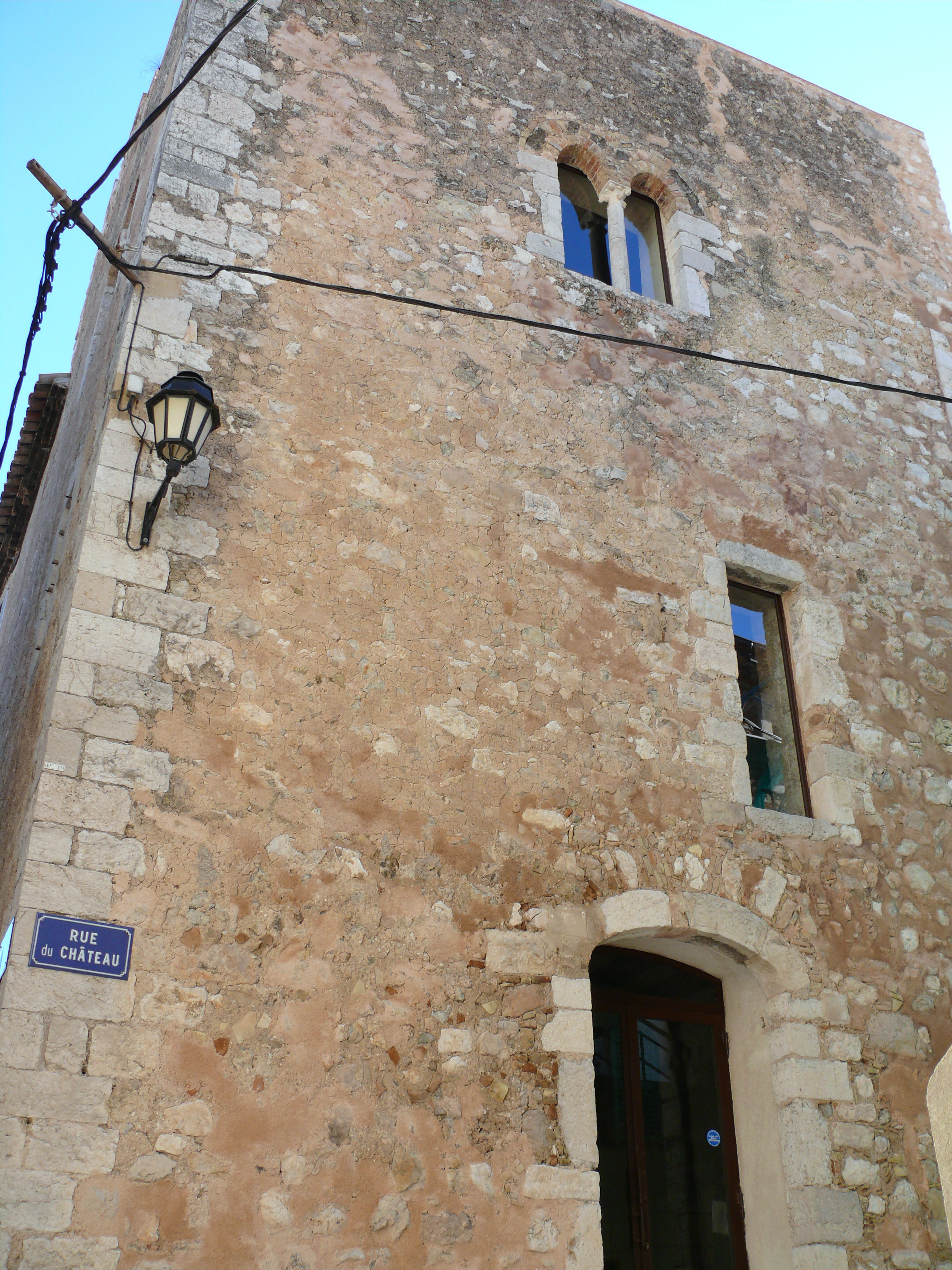
Tour Lascaris.
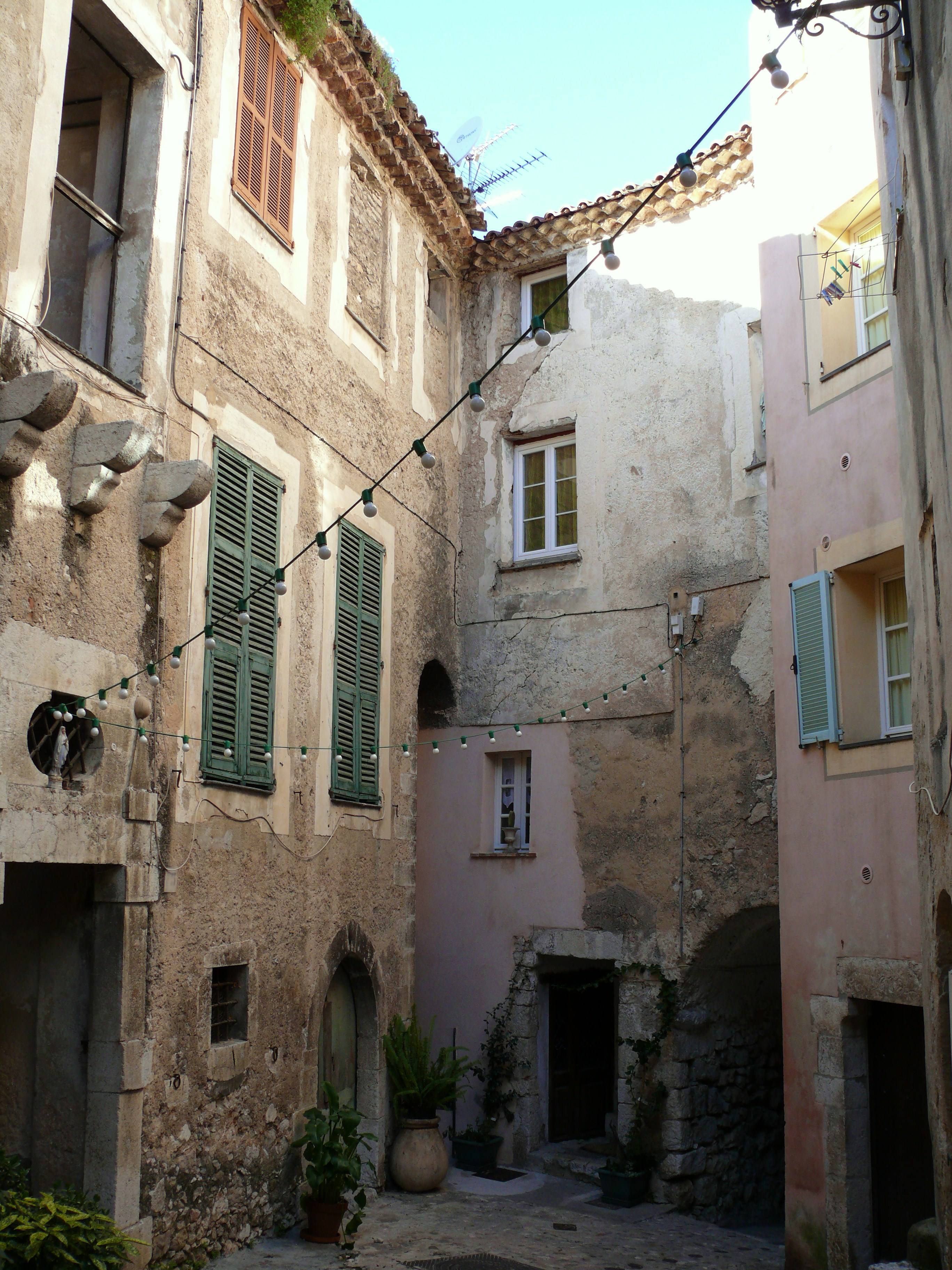
Ancienne maison des De Gubernatis, rue Gambetta.

### Personnalités liées à la commune
- Le peintre Sayed Haider Raza (1922-2016)[59].
- L'orientaliste Gilles Kepel, par ses ancêtres maternels. Cf. Enfant de Bohême, Paris (Gallimard), 2022, dans les 30 dernières pages.

### Héraldique
| Blason de Gorbio | Blason  | D'azur au mont d'argent issant d'une mer du même mouvant de la pointe, au chef d'or chargé d'une aigle bicéphale de sable. Devise / CriInmota manet (Il demeure immuable). |
| Blason de Gorbio | Détails | Le statut officiel du blason reste à déterminer. |